# Glyceria striata
Glyceria striata là một loài thực vật có hoa trong họ Hòa thảo. Loài này được (Lam.) Hitchc. mô tả khoa học đầu tiên năm 1928.

## Hình ảnh

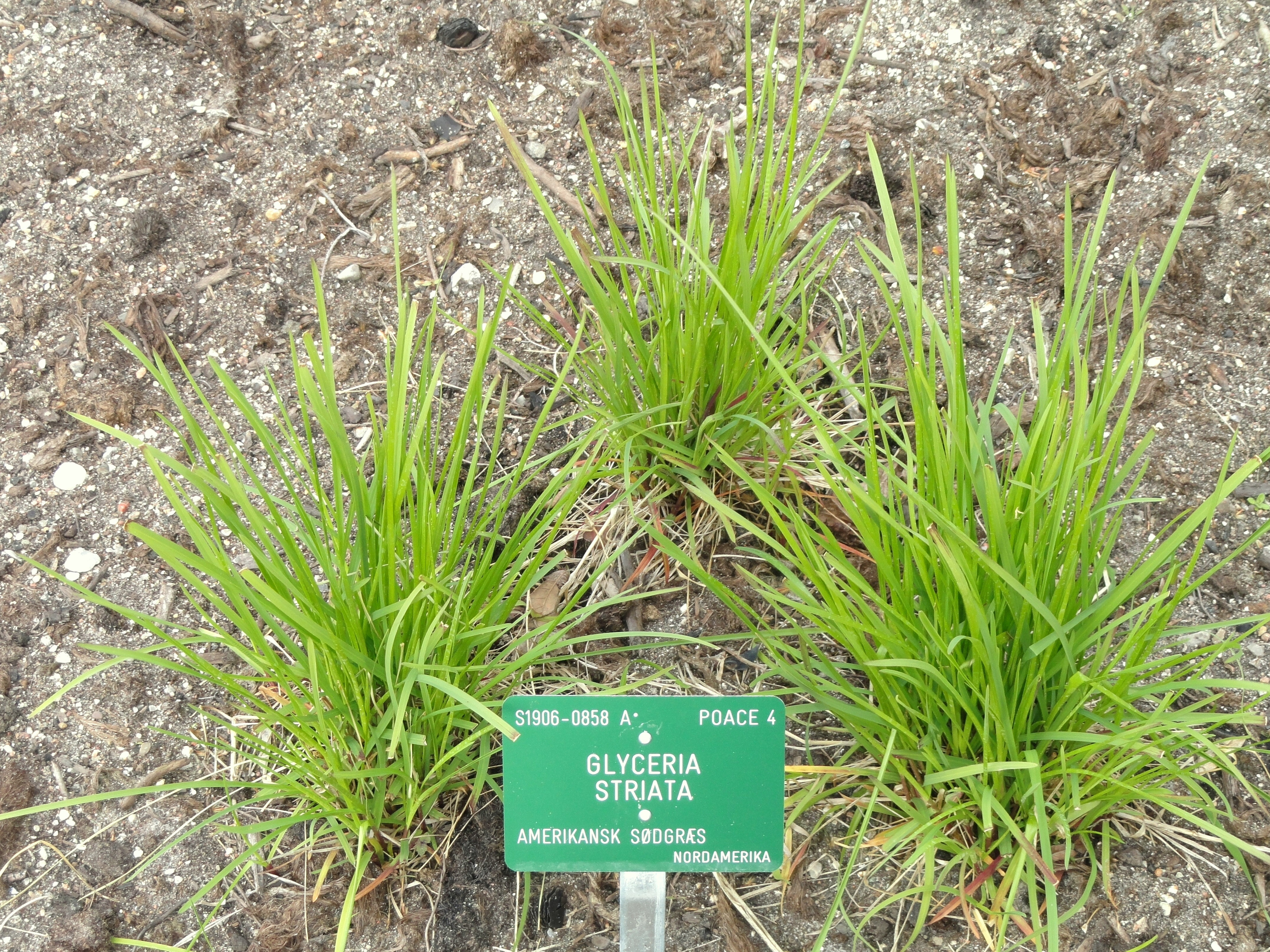
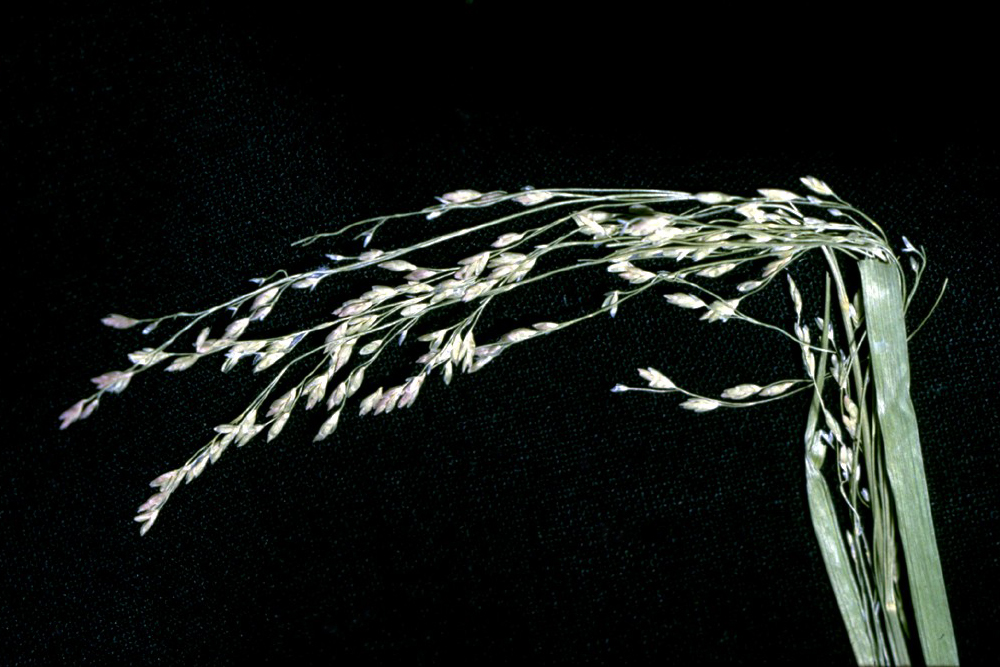
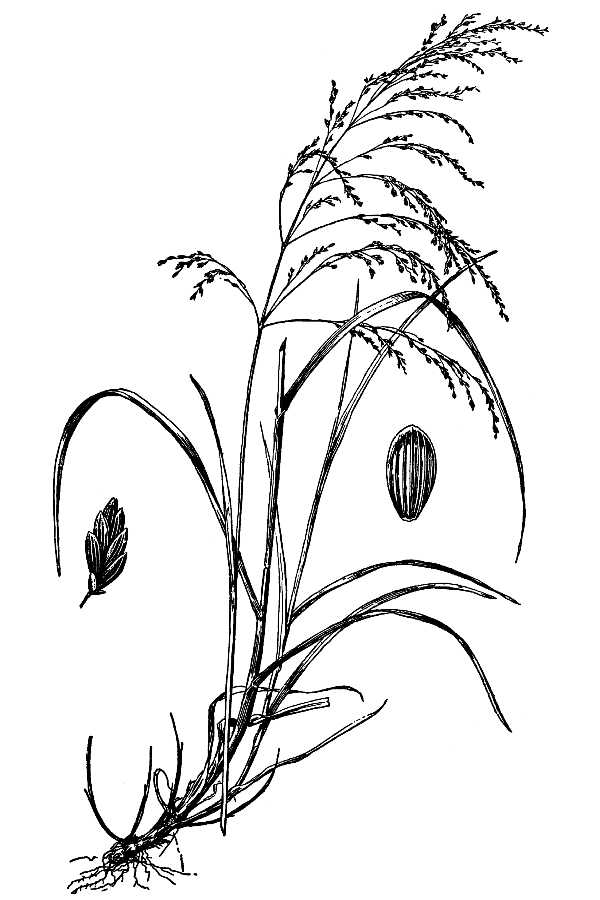